# Emma Russack
Emma Russack es una cantautora australiana, criada en un pueblo de la costa de Nueva Gales del Sur llamado Narooma, donde terminó el bachillerato en 2005. Actualmente reside en Melbourne.
En 2004, con 16 años, ganó el concurso "Fresh Air" de la emisora de radio y televisión  Australian Broadcasting Corporation para jóvenes talentos con su canción Used to this. Para el 2008 ya se había dado a conocer en YouTube, donde había colgado ocho vídeos con versiones de canciones de otros autores, así como dos propias, acompañándose de la guitarra. 
 Durante un tiempo (2007 
 y 2008) adoptó el nombre artístico Lola Flash, siendo la cantante de un grupo homónimo. El grupo estuvo formado por el bajista Jake Phillips, el guitarrista Alec Marshall, el batería Paul Mc Lean y la violinista Kate Delahunty. De esa época es el sencillo Psycho, editado en 2009. Pasó un año viajando por Sudamérica. En 2010 se editó un EP, Peasants, y en 2012 se editó su primer álbum, Sounds of our city, con diez canciones.
Han aparecido sendos artículos sobre ella en las ediciones alemana y australiana de la revista musical Rolling Stone y en la revista australiana "Frankie".

## Discografía

### Como solista
- Peasants (EP) (2010)
- Sounds Of Our City  (2012)
- You Changed Me (2014)
- In A New State (2016)
- Permanent Vacation (2017)
- Winter Blues (2019)

### Emma Russack & Lachlan Denton
- When It Ends (2018)
- Keep On Trying (2018)
- Take The Reigns (2019)